# Komparator
En komparator er en operationsforstærker uden modkobling, der som input typisk får 2 analoge signaler og som output giver et digitalt signal.
Komparatoren sammenligner 2 indgangssignaler; et input-signal, der inverteres (180°, 'V-') og et input-signal, som ikke inverteres (0°, 'V+'):
Vout = VS sgn('V+' − 'V−')
hvor sgn(x) er signumfunktionen.
Når det inverterende signal er større end det ikke-inverterende signal, går udgangen Vout mod den negative forsyningsspænding Vs-.
Når det inverterende signal er mindre end det ikke-inverterende signal, går udgangen Vout mod den positive forsyningsspænding Vs+.

## Anvendelse
Faktisk kan en komparator let anvendes som en enkelbit AD-konverter. Den ene bit signalerer netop om V+ er større end V- og er V- tilsluttet en spændingsdeler, hvor midtpunktet f.eks. er Vref/2, signalerer bitten (udgangen) om V+ er større eller mindre end Vref/2.
For flerbits (n stk) AD-konvertere, skal der anvendes 2n komparatorer, en spændingsdeler og noget logik. Det kaldes en flash-AD-konverter fordi den næsten øjeblikkelig konverterer til bittene.